# Hymn Korei Południowej
Aegukga (kor. 애국가, hancha 愛國歌) – hymn narodowy Republiki Korei, który został po raz pierwszy odśpiewany w dniu powstania Republiki Korei 15 sierpnia 1948 roku, trzy lata po wyzwoleniu z japońskiej okupacji. Słowa napisane zostały w ok. 1900 roku, a opublikowane w 1907 przez polityka Yun Chi-ho albo An Chang-ho, a natomiast muzykę skomponował An Ik-tae w 1937 roku, która później została zaakceptowana przez Tymczasowy Rząd Korei Południowej w Szanghaju (1919–1945). Formalne tłumaczenie nazwy hymnu to Pieśń miłości do ojczyzny.
Początkowo Aegukga śpiewana była do szkockiej melodii ludowej Auld Lang Syne. Podczas okupacji japońskiej (1910–1945) pieśń była zakazana, jednak tradycję jej śpiewania podtrzymywali Koreańczycy mieszkający poza granicami Korei.
Kompozytor An Ik-tae zmarł w 1965 roku, a prawa autorskie do jego muzyki wygasły w roku 2015, czyli 50 lat po jego śmierci. Dwa koreańskie zespoły piłkarskie zostały pozwane przez posiadaczy praw do muzyki hymnu o nieautoryzowane odgrywanie pieśni w grudniu 2003 roku. W marcu 2005 r. wdowa po kompozytorze, Lolita An oraz jej rodzina, zrzekła się praw do Aegukgi na rzecz południowokoreańskiego rządu.

## Tekst
|        | koreański                                                          | koreański z hancha                                                 | transkrypcja                                                                              | tłumaczenie |
| ------ | ------------------------------------------------------------------ | ------------------------------------------------------------------ | ----------------------------------------------------------------------------------------- | --- |
| 1      | 동해 물과 백두산이 마르고 닳도록 하느님이 보우하사 우리나라 만세   | 東海 물과 白頭山이 마르고 닳도록 하느님이 保佑하사 우리나라 萬歲   | Donghae mulgwa Baekdusani mareugo daltorok Haneunimi bo-uhasa uri nara manse              | Dopóki wody Morza Wschodniego nie wyschną i góra Pektu się nie rozpadnie, niech Bóg ma w opiece nasz kraj!                            |
| 2      | 남산 위에 저 소나무 철갑을 두른 듯 바람서리 불변함은 우리 기상일세 | 南山 위에 저 소나무 鐵甲을 두른 듯 바람서리 不變함은 우리 氣像일세 | Namsan wie jeosonamu cheolgabeul dureun deut Baram seori bulbyeonhameun uri gisangilse    | Niczym ta sosna na górze Nam, jakby przyodziana w zbroję, niezmieniona przez wiatr i mróz, takim niech będzie nasz duch!              |
| 3      | 가을 하늘 공활한데 높고 구름 없이 밝은 달은 우리 가슴 일편단심일세 | 가을 하늘 空豁한데 높고 구름 없이 밝은 달은 우리 가슴 一片丹心일세 | Gaeul haneul gonghwalhande nopgo gureum eopsi Balgeun dareun uri gaseum ilpyeondansimilse | Jesienne niebo jest przejrzyste i bezkresne, wysokie i bezchmurne; jasnym księżycem niech będzie nasze serce - niepodzielne i wierne! |
| 4      | 이 기상과 이 맘으로 충성을 다하여 괴로우나 즐거우나 나라 사랑하세  | 이 氣像과 이 맘으로 忠誠을 다하여 괴로우나 즐거우나 나라 사랑하세  | Igisanggwa imameuro chungseongeul dahayeo Goerouna jeulgeouna nara saranghase             | Z takim duchem i takim sercem w pełni się oddajmy, czy w troskach, czy w radości, kochaniu naszego kraju!                             |
| Refren | 무궁화 삼천리 화려 강산 대한 사람 대한으로 길이 보전하세           | 無窮花 三千里 華麗 江山 大韓 사람 大韓으로 길이 保全하세           | Mugunghwa samcheolli hwaryeogangsan Daehansaram daehaneuro giri bojeonhase                | Ketmie syryjskie i trzy tysiące li wspaniałych rzek i gór! Koreańczycy, trzymajcie się koreańskiej drogi!                             |